# Miracoli e Peccati di Santa Tieta d'Agreste
Tieta ou Tieta do Agreste (em italiano Miracoli e Peccati di Santa Tieta D’Agreste) seria um filme ítalo-franco-teuto-hispano-brasileiro de 1982, dirigido pela cineasta italiana Lina Wertmüller, que foi assessora de Federico Fellini em Otto e Mezzo (1963) e A Doce Vida (1960) e ficou conhecida no cinema italiano por seus filmes que criticam a situação da classe operária com sátira e crítica social.
A consagrada diretora Lina Wertmüller foi quem primeiro adquiriu os direitos para o cinema de Tieta do Agreste, logo após a sua publicação na Itália, em 1982. Amiga íntima de Jorge Amado, Lina convidou Sophia Loren para estrelar o filme. Tendo Cláudia Ohana no papel da protagonista jovem, algumas cenas chegaram a ser gravadas na Bahia, mas o projeto terminou abandonado. Curiosamente, Cláudia retomaria a personagem (Tieta jovem) alguns anos mais tarde, na telenovela global.
As locações foram realizadas na Itália, em Salvador e Mangue Seco (Bahia), Manaus (Amazonas), Brasília (Distrito Federal), Rio de Janeiro (Rio de Janeiro) e São Paulo (São Paulo). A obra foi abandonada por motivos financeiros, mais precisamente pela falência do Banco Ambrosiano, que iria financiar o projeto.

## Sinopse
A obra cinematográfica seria baseada no livro Tieta do Agreste, escrito por  Jorge Amado, um dos maiores escritores brasileiros, ganhador do Prêmio Camões e indicado ao Prêmio Nobel de Literatura.
Tieta é uma mulher que segue uma vida bucólica no Nordeste Brasileiro como pastora de cabras. Ela vai para um grande centro urbano, trabalhar em um bordel, quando conhece um homem que a transforma em uma cortesã de alta classe, compra o bordel e atende a ricos empresários e políticos influentes. Tieta acaba ajudando sua família enviando seguidamente dinheiro para seus parentes, que estão envolvidos em uma disputa de condomínios no interior do Brasil.
A cidade está dividida quanto a localização de uma fábrica de produtos químicos, mas a influência de Tieta acaba por achar uma solução para o problema.

## Elenco
- Sophia Loren — Antonieta Esteves (Tieta do Agreste)
- Marília Pera — Perpétua[6]
- Cláudia Ohana — Tieta jovem
- Yves Montand
- Grande Otelo
- Ugo Tognazzi
- José Ferrer
- Andréa Ferreol
- María Casares
- Norma Dubogras
- Fernando Ramos da Silva

## Produção
Amiga de muitos anos do escritor Jorge Amado, Lina Wertmüller veio várias vezes ao Brasil para concluir o roteiro de sua obra, que teria as atrizes Sophia Loren e Cláudia Ohana nos papéis principais. Várias cenas da obra já haviam sido rodadas no Brasil e na Itália, mas acabaram encerradas com a falência do Banco Ambrosiano (que custearia o trabalho), quando Wertmüller havia recém concluído o roteiro, que foi muito elogiado pelo escritor baiano, que acreditava no potencial artístico da diretora. O filme seria produzido por Alfredo Bini, mas com sua desistência acabou assumindo a produção Renzo Rosselini da produtora francesa Gaumont e filho de Roberto Rosselini. A codireção ficou com Jayme Monjardim Matarazzo, hoje famoso pelas telenovelas globais. As filmagens foram suspensas em 13 de setembro de 1982, com a desistência de Sophia Loren, que se mostrara interessada no projeto. Além do filme, era prevista uma série televisiva que seria transmitida na Europa.
No Jornal do Brasil, em julho de 1982, Zózimo Barroso do Amaral falou sobre o filme: "Ambientado na Bahia, filmado em Roma, interpretado por italianos, dirigido pela diretora suíça Lina Wertmüller, e falado em português, Tieta prometia transformar-se no mais novo caso de filme do crioulo doido". Ugo Tognazzi iria em setembro a Salvador para as filmagens finais da obra, porém uma série de dificuldades atravancaram o andamento do projeto.
A vontade da diretora de rodar esta obra acabou sepultada com a versão cinematográfica de Cacá Diegues, de 1996, que contou com Sônia Braga no papel antes destinado a Sophia Loren. O projeto acabou abandonado com as cenas rodadas na Itália com Cláudia Ohana, que mais tarde iria interpretar o mesmo papel na telenovela homônima. Marília Pêra, que interpretaria a personagem Perpétua, acabou assumindo o mesmo papel no filme brasileiro dirigido por Diegues. Yves Montand, ator e cantor francês, amigo de Jorge Amado, iria participar em um papel coadjuvante em Tieta.
Em entrevista, Cláudia Ohana disse que as filmagens ocorriam muito bem, até que Sophia Loren foi condenada por sonegação tributária e evasão de divisas, juntamente com seu marido, o produtor cinematográfico Carlo Ponti, acabando por se refugiarem na Suíça (naturalizando-se lá), fugindo da Itália.
Com o fim desta produção, Ohana estrelou o filme Erêndira (1983) do diretor de cinema luso-moçambicano radicado no Brasil Ruy Guerra (que na época era seu marido), baseado no Prêmio Nobel de Literatura Gabriel García Márquez, juntamente com Michael Lonsdale e Irene Papas. A obra foi indicada a Palma de Ouro no Festival de Cannes e ajudou a abrir a carreira da atriz internacionalmente. Também em 1983, Bruno Barreto dirigiu uma produção internacional de Gabriela, com Marcello Mastroianni e Sônia Braga.